# Anomoia asiatica
Anomoia asiatica es una especie de insecto del género Anomoia de la familia Tephritidae del orden Diptera.

## Historia
Kandybina la describió científicamente por primera vez en el año 1972.